# Macvicaria ulophylla
Macvicaria ulophylla là một loài rêu tản trong họ Porellaceae. Loài này được (Stephani) Hatt. miêu tả khoa học lần đầu tiên năm 1951.